# Elisabeth serenad
Elisabeth serenad är ett stycke underhållningsmusik av Ronald Binge. När den först spelades i en radiosändning 1951 av Mantovanis orkester hette den "Andante Cantabile", även om de ursprungliga orkestermanuskriptstämmorna i Ronald Binges egen hand visar titeln "The Man in the Street" (möjligen titeln på en tidig TV-dokumentär). Namnet ändrades av kompositören för att återspegla efterkrigstidens optimism om en "ny elisabetansk era" som började med drottning Elizabeth II:s trontillträde i februari 1952.
Stycket vann Binge ett Ivor Novello-pris och hade även listframgångar i Tyskland (inspelat av Günther Kallmann Choir 1962) och Sydafrika. En version med text av poeten Christopher Hassall med titeln "Where the Gentle Avon Flows" gavs ut, och verket hade även texter på tyska, tjeckiska, norska, svenska, finska, holländska, danska och franska. Stycket användes som signaturmelodi till "Music in Miniature" på BBC Light Programme.
1968 släpptes en reggaeversion med titeln "Elizabeth Reggay" av Boris Gardiner & the Love People. Den återutgavs som "Elizabethan Reggae" med en annan b-sida 1969 (Denna version krediterades ursprungligen felaktigt till låtens producent, Byron Lee and the Dragonaires).
Sången har spelats in på flera språk och med många artister:
- "Steeds als ik dit wijsje hoor" (Nederländska: De Selveras, 1960)
- "Hör mein Lied, Elisabeth" (Tyska: Erik Wallnau och Ann Heston, 1962)
- "Hör min sång" (Svenska: Inger Berggren, 1963)
- "Hør min sang, Elisabeth" (Danska; Raquel Rastenni, 1963)
- "Élisabeth sérénade" (Franska: Pierret Beauchamp, 1967)
- "Alžbětínská serenáda" (Tjeckiska: Zdeněk Borovec, 1975)
- "Only for You" (Louise Tucker, 1983)
- "Where the Gentle Avon Flows" (Suzanne Clachair, 1988)

Elisabeth serenad kan också höras i filmmusiken till den tyska operettfilmen Die Försterchristel (1962) och i komedifilmen En shopaholics bekännelser av regissören P.J. Hogan (2009). Den tjeckiska versionen, tolkad av Karel Gott med incipiten "Zapal svíčky sváteční" (Tänd ljusen), blev en välkänd julsång i det kommunistiska Tjeckoslovakien och är populär än idag.
En version nyarrangerad av Benjamin Woodgates framfördes vid bröllopet mellan prins Harry, hertig av Sussex, och Meghan Merkle 2018.
Inger Berggrens version med text av Yngve Orrmell hamnade på Svensktoppen den 1 december 1962 och låg kvar i 26 veckor till den 9 juni 1963. Bästa placering var plats 2.